# Marcignago
Marcignago là một đô thị ở tỉnh Pavia trong vùng Lombardia của Ý, có cự ly khoảng 25 km về phía tây nam của Milan và khoảng 9 km về phía tây bắc của Pavia. Tại thời điểm ngày 31 tháng 12 năm 2004, đô thị này có dân số 2.155 người và diện tích là 10,1 km².
Marcignago giáp các đô thị sau: Battuda, Certosa di Pavia, Pavia, Torre d'Isola, Trivolzio, Vellezzo Bellini.